# Christa Klaß

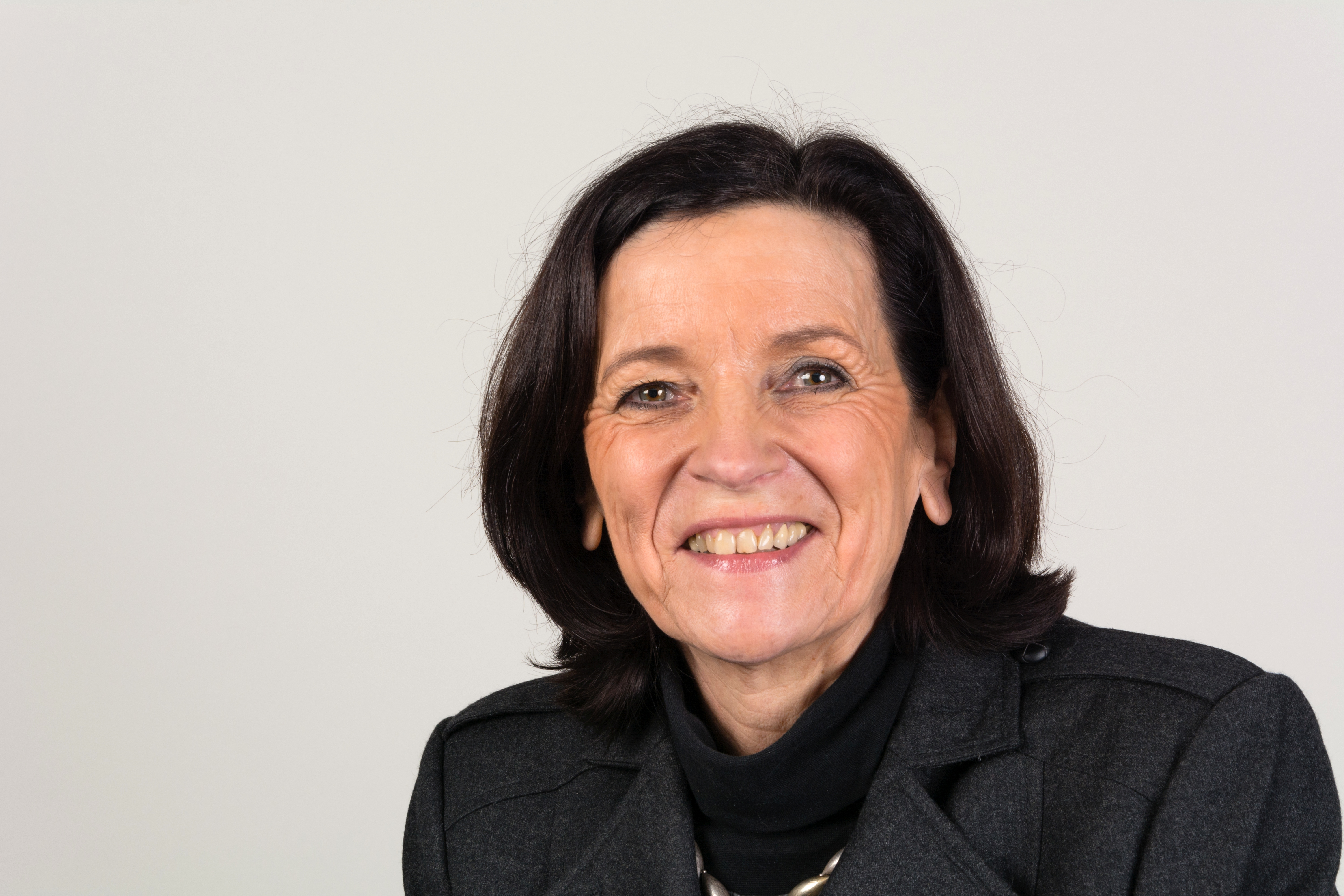
Christa Klass (2014)

Christa Klaß (* 7. November 1951 in Osann) war von 1994 bis 2014 eine Europaabgeordnete der CDU für Rheinland-Pfalz in der Europäischen Volkspartei.

## Leben
Klaß ist Winzerin im selbständigen Weinbaubetrieb und verfügt seit 1975 über den Meisterbrief. Am 10. September 2014 wurde Christa Klaß von der rheinland-pfälzischen Ministerpräsidentin Malu Dreyer mit dem Ehrentitel „Ökonomierätin“ ausgezeichnet.

## Mandate
Im Europaparlament war Klaß in der 7. Wahlperiode (2009–2014) Mitglied im Ausschuss für Umweltfragen, Volksgesundheit und Lebensmittelsicherheit. Außerdem war sie Stellvertreterin für den Ausschuss für Landwirtschaft und ländliche Entwicklung und für den Ausschuss für die Rechte der Frau und die Gleichstellung der Geschlechter sowie stellvertretende Vorsitzende für die Delegation im Gemischten Parlamentarischen Ausschuss EU-Chile.
Klaß war von 1989 bis 2019 Mitglied im Kreistag Bernkastel-Wittlich, und von 2014 bis 2024 Mitglied im Gemeinderat ihrer Heimatgemeinde Osann-Monzel.

## Partei
Klaß war Vorsitzende der Frauenunion im Bezirk Trier und Stellvertretende Vorsitzende im CDU-Kreisverband Bernkastel-Wittlich.

## Mitgliedschaften
Klaß war von 1994 bis 2014 Mitglied der Europa-Union Parlamentariergruppe Europäisches Parlament. Außerdem war sie Vorsitzende des Landfrauenverbands Rheinland-Nassau und ist Mitglied im Vorstand der Landwirtschaftskammer Rheinland-Pfalz.